# コンピュータ・サイエンシズ・コーポレーション

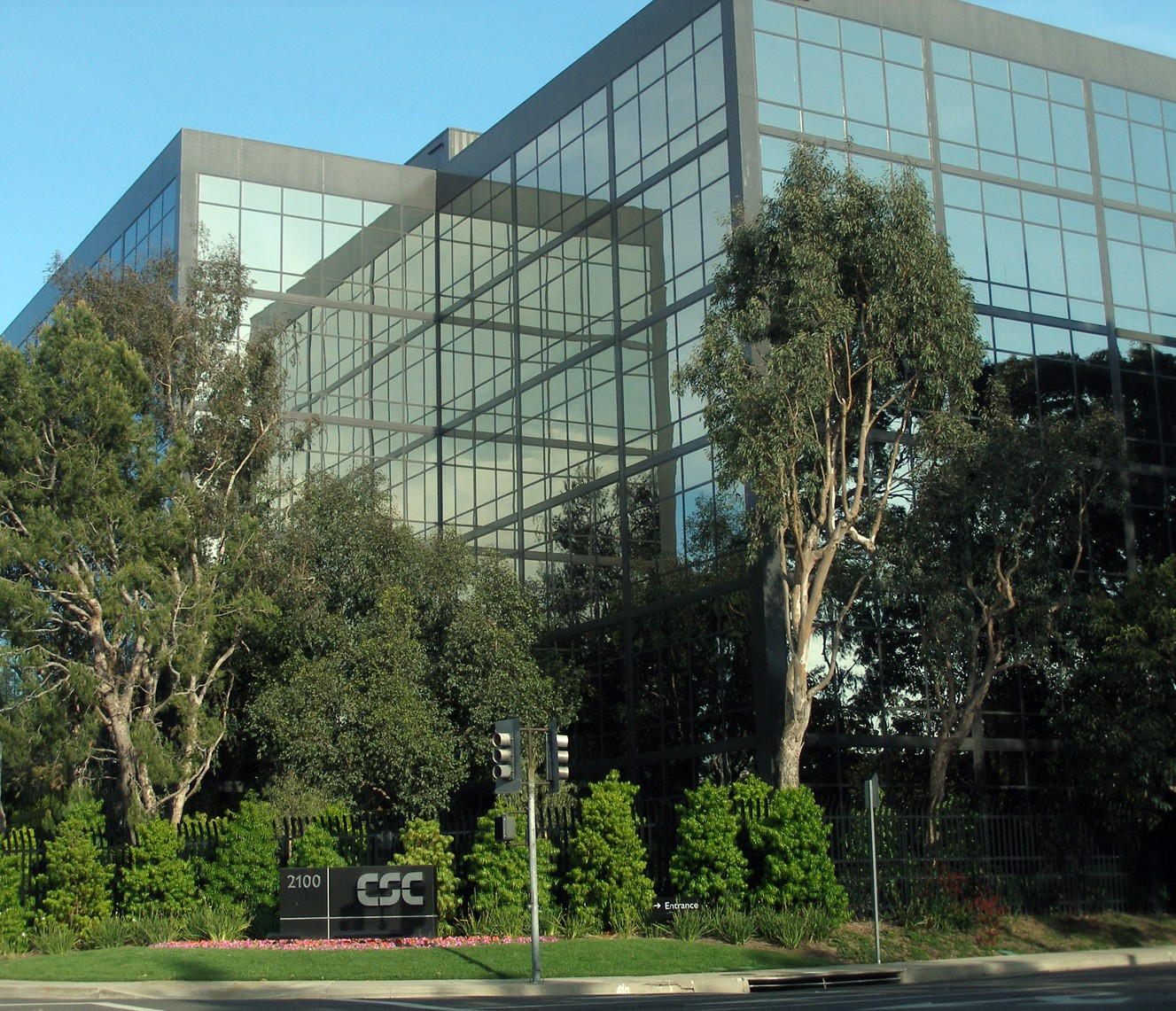
CSCのEl Segundo, California, USAオフィス

コンピュータ・サイエンシズ・コーポレーション(Computer Sciences Corporation：以下CSC)は、かつて存在したアメリカ合衆国のITサービスおよびコンサルティングやアウトソーシングなどのビジネスサービスを提供する多国籍企業である。2017年4月3日にヒューレット・パッカード・エンタープライズのITサービス部門と統合し、新会社のDXCテクノロジーとなった。

## 概要
CSCの本社はバージニア州フォールズチャーチに置かれている。CSCは世界60カ国以上で56,000人の従業員を抱えている。
その顧客は、民間企業やアメリカの連邦政府、州政府、地方政府、および外国の政府機関などである。
2017年現在では、アメリカに本社を置く唯一の「ハードウェアベンダーから完全に中立の大手ITサービスプロバイダ」である。以前はen:Affiliated Computer Servicesもハードウェアベンダー中立の大手ソフトウェア企業であったが、2009年9月にXeroxによって買収され、ハードウェア企業の傘下となった。
CSCは1995年以来、フォーチュン500にランクインしている。2014年は185位であった。また、フォーブス・グローバル2000にもランクインしている。

## 歴史
CSCは1959年4月にカリフォルニア州ロサンジェルスでRoy NuttおよびFletcher Jonesによって設立された。当初はコンパイラやアセンブラなどのプログラミングツールを開発していた。
1960年代には、IBMやハネウェルなどの大手コンピュータ製造企業にソフトウェア開発サービスを提供するようになり、1963年までにはアメリカで最大のソフトウェア企業に成長した。
1970年代には、アメリカ国外にまでビジネスを広げるようになった。
2008年、それまではカリフォルニア州内に本社を置いていたが、バージニア州に移転した。

## 関連企業
- ダインコープ・インターナショナル - 2003年、買収[17][18]

- en:Covansys Corporation - 2007年、買収[19]

- CSRA - 2015年、CSCの政府部門を分離し設立された[20]

- Celeriti FinTech - 2015年、CSCとHCL Technologiesによるジョイントベンチャーとして設立された銀行系ソフトウェア開発およびITサービス会社[21][22]

- en:UXC - 2015年、買収[23]

- en:Xchanging - 2015年買収[24]

- Fixnetix - 2016年、買収[25]

- Fruition Partners -  2016年、買収[26]

- DXCテクノロジー - 2017年、CSCとen:Hewlett Packard Enterprise Servicesが経営統合し、発足[27]

## ビジネス
CSCは約56,000人の従業員を抱え、世界60カ国以上でビジネスを行なっている。主なビジネス地域は、北米、ヨーロッパ、およびアジアである。
主なビジネス部門：
- North American Public Sector (NPS)：1961年以来、CSCは合衆国政府機関（国防総省、FBI、CIA、国土安全保障省、NASAなど）のITシステム開発を請け負う大手業者である。
- Managed Services
- Business Solutions and Services